# 阿尔塞涅加
阿尔塞涅加（西班牙語：Arceniega）是西班牙巴斯克自治区阿拉瓦省的一个市镇。总面积27km²，总人口1336人（2001年），人口密度49人/km²。